# Storia dello stato sociale in Italia: l'età liberale (1861-1921)

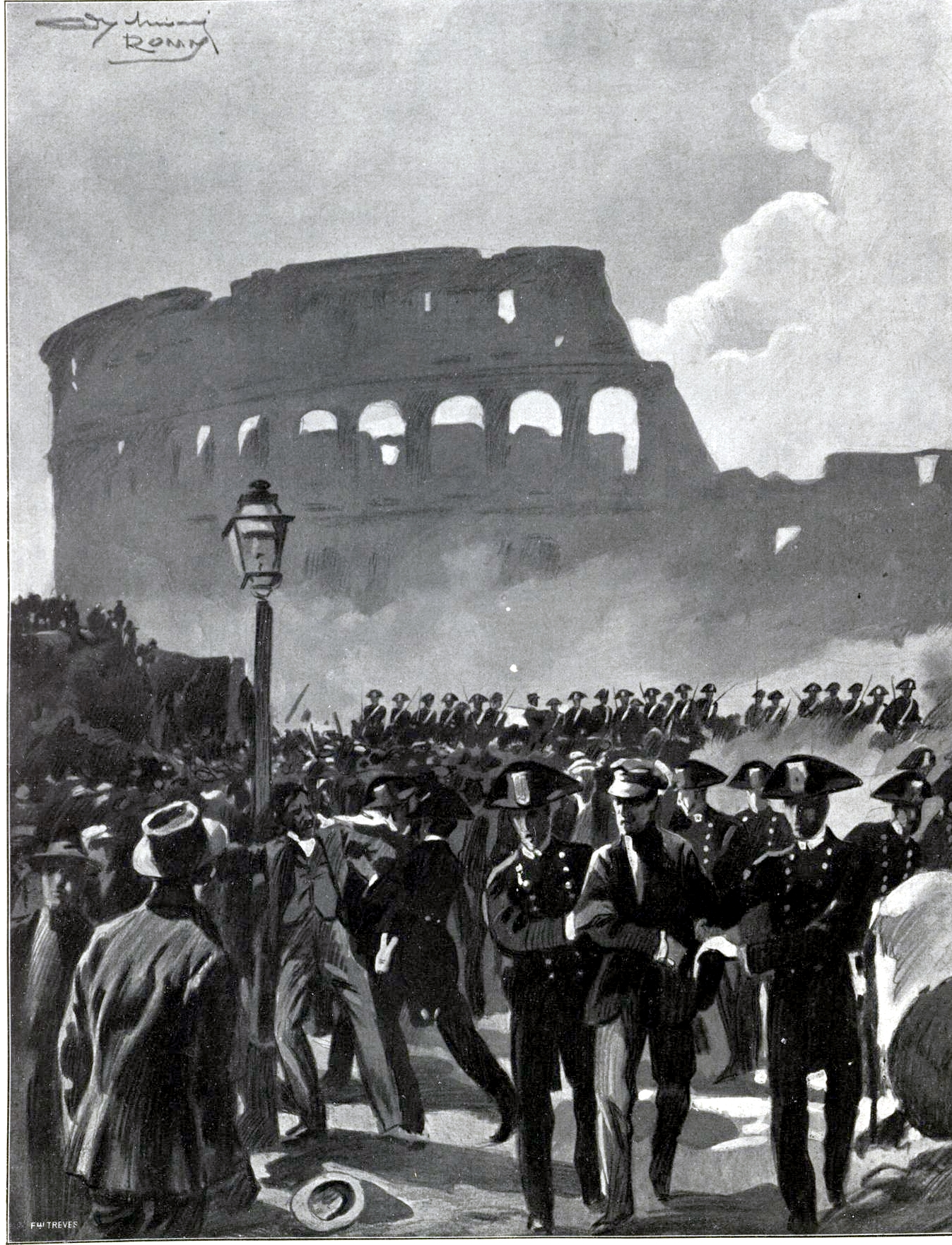
Sciopero generale del Settembre 1914 - Colluttazioni ed arresti a Roma. L'Illustrazione Italiana, n. 25, 21 Settembre 1914

La storia dello stato sociale italiano durante l'età liberale si riferisce alla nascita ed evoluzione delle politiche sociali del Regno d'Italia nei settori della previdenza, assistenza sociale e sanitaria, dall'Unità all'avvento del Fascismo.
Durante i primi decenni dopo l'unificazione, ed in particolare durante i quindici anni che precedettero la prima guerra mondiale, furono gettate le fondamenti dello stato sociale italiano. Furono introdotte le prime assicurazioni sociali volontarie e poi obbligatorie. Le riforme si accompagnarono a profonde trasformazioni sociali ed economiche: crescita demografica, industrializzazione, allargamento dei diritti politici e maggior partecipazione delle masse nella vita nazionale, crescita dell'associazionismo e dei movimenti sindacali e socialisti, e crescita dell'istruzione pubblica.
Il ruolo sociale dello Stato cominciò molto gradualmente a crescere, seguendo tendenze già in atto in altri paesi europei. Le attese di riforme sociali misero in discussione il modello liberale di stato moderno: la sua capacità di dare risposte ad interessi non limitati alle elite, e di trovare un nuovo equilibrio tra libertà ed uguaglianza, responsabilità individuale e tutele pubbliche, sviluppo economico e sicurezza sociale. 
Nel dopoguerra, l'impatto economico e sociale del conflitto, le aspettative crescenti e forti tensioni sociali diedero impeto a nuove riforme sociali. Tuttavia, la crisi della politica liberale e l'avvento del fascismo modificarono profondamente la traiettoria di sviluppo dello stato sociale italiano.

## Contesto storico: cambiamenti sociali e politici dell'età liberale

### L'Italia all'unificazione
L'Italia appena unificata era uno dei paesi più arretrati tra le grandi potenze europee. Il 44% della popolazione viveva sotto la soglia di povertà. Un bambino su quattro moriva entro il primo anno di vita, un tasso di mortalità infantile tra i più alti in Europa, così come lo erano l'incidenza di pellagra e di malattie infettive.
Le industrie e infrastrutture erano molto limitate rispetto agli altri maggiori paesi europei. Il potere nel Regno era in mano ai grandi proprietari terrieri. Solo il 1,9% della popolazione aveva diritto di voto per eleggere la Camera, mentre il re nominava i senatori. La politica dei primi decenni unitari era preoccupata di consolidare l'unità nazionale nella pubblica amministrazione, nelle finanze pubbliche e nelle principali infrastrutture dei trasporti. Un esercito numeroso rimase il metodo di controllo del malcontento sociale, specie nel meridione.

### Prima fase dell'età liberale
Durante i primi trent'anni lo sviluppo economico e sociale fu molto limitato. Il paese non teneva il passo con la seconda rivoluzione industriale che fiorì dagli anni 1870 fino alla prima guerra mondiale in Europa settentrionale e in America del Nord. La classe politica dell'età liberale fu espressione principalmente dei grandi proprietari terrieri e delle élite urbane. La destra storica dominò i primi quindici anni dell'Italia unita (1861-1875). Le sue politiche economiche si concentrarono sullo sviluppo di infrastrutture su scala nazionale; la liberalizzazione del commercio; ed il risanamento di bilancio. La severa tassazione dei consumi inasprì le condizioni di vita della popolazione più povera, e produsse scontri sociali.
Durante le ultime tre decadi del secolo, l’Europa venne investita da una grave crisi economica (1873-1895). Essa era stata indotta da complessi cambiamenti economici globali, tra cui il progresso nei trasporti che favorì il commercio e la diminuzione dei prezzi delle merci. L'effetto in Italia, come in altri paesi, fu di stagnazione economica e crescenti conflitti sociali. Circa un quarto della popolazione riceveva la carità, in una forma o l'altra.
La Sinistra Storica dominò la politica dal 1876 al 1898. Essa rifletteva una base politica relativamente più ampia di quella della Destra. Ne condivideva l'ideologia liberale ma la interpretava in maniera più pragmatica, rimanendo tuttavia parimenti influenzata dai gruppi sociali che dominavano l’epoca, ovvero gli agrari (al sud come al nord) e i nascenti gruppi industriali al nord.  In reazione alla crisi economica di fine secolo, essa introdusse misure di protezionismo commerciale per proteggere gli interessi dei settori economici prevalenti (agricoltura e siderurgia). I governi della Sinistra Storica introdussero riforme politiche generali e sociali di senso più inclusivo. Nel 1882 una riforma elettorale allargò il bacino degli elettori al 6.9% della popolazione. Venne introdotto un limitato decentramento amministrativo e si avviarono le prime riforme sociali, a partire dall'istruzione pubblica.
La fine del secolo vide in Italia il collasso del sistema finanziario, la sconfitta nella guerra di Abissinia, e una svolta politica reazionaria (governo Crispi) che culminò nella repressione dei moti di Milano.

### Età giolittiana
La fine del secolo e i primi anni del 1900 furono anni di svolta economica in Italia. L'industria settentrionale cominciò a crescere e la produzione e le esportazioni cominciarono a differenziarsi. Il PIL crebbe ad una velocità più che doppia rispetto alle decadi precedenti. I salari reali crebbero ad una velocità maggiore del PIL e s’accentuò la crescita dei settori industriali e dei servizi mentre diminuì il peso relativo dell’agricoltura.
Gli anni da 1902 al 1914, che vanno sotto il nome di età giolittiana, videro un ulteriore progresso delle politiche di inclusione sociale, tra cui le prime riforme che fondarono lo stato sociale italiano (vedi sotto). Nel 1912 venne introdotto il suffragio universale maschile, che portò il corpo elettorale al 23% della popolazione. Le politiche economiche rimasero di stampo liberale, ma si accentuò l’interventismo statale: furono nazionalizzate le ferrovie e le assicurazioni sulla vita (1912); e si avviarono politiche di sviluppo economico del meridione e di bonifiche agrarie, la cui efficacia fu tuttavia limitata da clientelismo e gestione burocratica.

### Conflitto mondiale e la ripresa post-bellica
Il conflitto mondiale costò all’Italia immense perdite in vite umane (accentuate dalla influenza spagnola). L’economia tuttavia continuò a crescere durante il periodo bellico, sebbene non ai ritmi dell’età precedente. La guerra indusse profonde trasformazioni economiche e sociali: alcuni settori industriali (metallurgia, meccanica chimica), crebbero, altri si contrassero; crebbero il ruolo e le attese di interi settori sociali (le donne, gli operai, gli ex-militari smobilizzati) e delle forze politiche di sinistra e sindacali. L’iperinflazione post-bellica erose i salari fino a circa il 1920.
La classe politica liberale entrò in crisi dopo il conflitto mondiale, nel mezzo di crescenti tensioni sociali, stretta tra i nascenti nazionalismo (e poi fascismo) e movimento socialista. Tuttavia, la crisi economica dell’immediato dopoguerra venne corretta a partire dal 1920 quando si osservò una ripresa economica, con il risanamento dei conti pubblici e la crescita dei salari reali.

## Origini delle riforme sociali

### Radici storiche della protezione sociale

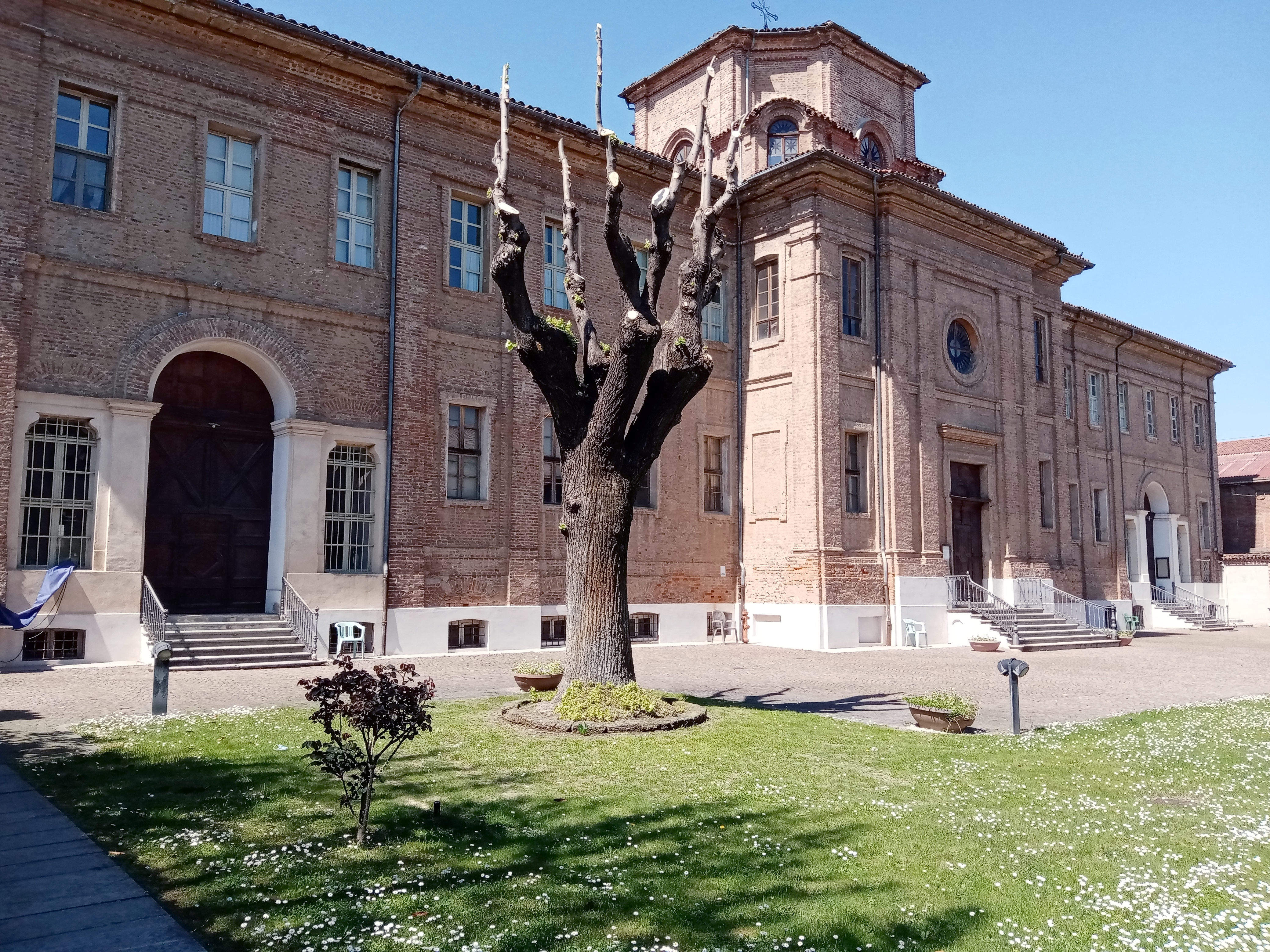
Il Regio Ospizio di Carità di Carignano fu fondato grazie ad un lascito del banchiere Antonio Faccio da Carignano. Iniziò ad operare nel 1749:ospitava poveri ed orfani. Venne successivamente trasformato in Opera Pia Faccio Frichieri. Dal 1845 al 2007 fu gestito dalla Congregazione di religiose “Figlie della Carità di San Vincenzo De’ Paoli”. Funziona tuttora come Residenza Sanitaria Assistenziale.

Le politiche sociali contemporanee nel mondo occidentale trovano le loro radici nell'assistenza caritatevole e beneficenza nei confronti dei poveri. Nel corso dei secoli, gli attori principali furono organizzazioni associate alla Chiesa e la filantropia nobiliare. In Europa, le prime forme assistenziali pubbliche si svilupparono in Inghilterra e Francia a partire dal XVI secolo, non solo a scopo assistenziale, ma anche repressivo e di controllo sociale dei poveri. In Inghilterra nel XVI secolo si introdusse per prima una tassazione per finanziare strutture di ricovero forzato per i poveri, affidate alle parrocchie.
Nel corso dell’ottocento, la rivoluzione industriale e la crescita demografica cambiarono fondamentalmente le società europee e crearono nuovi strati di povertà e fragilità sociale. Le prime forme di protezione sociale assunsero non solo ruoli di assistenza, ma anche di ordine pubblico e di gestione della forza lavoro.  Il nascente intervento statale (più accentuato in alcuni paesi, come la Francia, che in altri) si combinava con il tradizionale ruolo della beneficenza e delle istituzioni religiose e con un ruolo crescente delle associazioni operaie e dei sindacati.

### Contesto europeo nell'Ottocento
Nel corso della seconda metà dell’ottocento, i paesi europei più avanzati svilupparono interventi di protezione sociali sempre più articolate, con connotazioni talora differenti, che gradualmente diedero forma ai diversi modelli di stato sociale. Con l’accentuazione dell'industrializzazione, si diffusero le associazioni operaie di ispirazione socialista che promossero forme di assistenza mutualistica. Esse soprattutto esercitarono una pressione politica per chiedere riforme sociali da parte dei governi liberali-conservatori, che guidavano la maggior parte dei paesi. In Inghilterra vennero intraprese importanti riforme legislativi che introdussero tutele del lavoro e libertà sindacali. Tra gli anni 1870-1880 vennero fondati i primi partiti socialisti in Francia, Belgio, Germania e Spagna. La questione sociale, le riforme dell’assistenza e del lavoro, e l’introduzione di assicurazioni previdenziali divennero rapidamente centrali alle tensioni sociali e alla gestione del consenso politico.
Negli anni 1880 in Germania il governo di Bismarck gettò le fondamenta del primo vero stato sociale europeo, con l’introduzione delle assicurazioni obbligatorie per malattia, infortuni, vecchiaia, invalidità e morte del capofamiglia. Furono introdotti sistemi contributivi e si ampliò il ruolo dello stato nella gestione delle previdenze, a fianco delle associazioni mutualistiche.
Riforme analoghe verso l’estensione delle coperture assicurative (volontarie od obbligatorie) vennero intraprese anche in altri stati europei, assieme alla forte crescita del mutualismo operaio, l’estensione delle tutele del lavoro, e il crescente intervento pubblico nell'assistenza locale.

### Situazione dell’Italia unificata
In Italia l’assistenza era gestita dalle Opere Pie associate alla Chiesa e finanziate dalla beneficenza, lasciti ereditari e dal patrimonio delle congregazioni religiose. Nel 1861 esistevano 18,000 Opere Pie. Le loro risorse economiche aggregate erano molto ingenti.
Le società operaie si erano diffuse soprattutto in Piemonte, in seguito allo spazio concesso dallo Statuto Albertino all'associazionismo. Nel 1861, si contarono 450 società mutualistiche. Esse erano ispirate più da idee mazziniane e liberali che socialiste.
Lo Stato aveva un ruolo assistenziale marginale: attraverso il Ministero dell’Interno, si occupava di medicina preventiva e delegava l’assistenza alle autorità locali. Le leggi consideravano la povertà un problema di ordine pubblico e includevano norme punitive e restrittive per “oziosi” e “vagabondi”. Nel 1862 una legge di riforma introdusse un blando controllo statale sulle Opere Pie, applicando un approccio che già esisteva in Piemonte. La legge delegò le funzioni di controllo a province e comuni, incaricati di assistere i poveri attraverso le Congregazioni di carità e gli Uffici pubblici di beneficenza.L’assistenza sanitaria e sociale era limitata e indirizzata a poche categorie vulnerabili: fanciulli abbandonati, malati di mente e alcuni portatori di handicap.

## Nascita dello stato sociale in Italia

### Riflessione politica e culturale sulla questione sociale
Più filoni di pensiero e pressione politica influenzarono la nascita delle politiche sociali. I governi liberali erano espressione di elite urbane, agrarie ed industriali. A fronte dei cambiamenti sociali ed economici e della crescita dei movimenti socialisti e operai, essi promossero gradualmente politiche più inclusive.
L'enciclica Rerum Novarum del 1891 di Leone XIII rappresentò la prima presa di posizione organica della Chiesa Cattolica sulla questione sociale. Essa promosse idee di conciliazione tra gli interessi sociali contrapposti, per costruire una visione alternativa alla lotta di classe di ispirazione marxista.

### Avvio delle politiche sociali dei governi liberali
Il dialogo tra le forze sociali si approfondì durante l’età Giolittiana, alla ricerca di conciliazioni e collaborazione con l’ala moderata dei socialisti. Nel 1902 vennero costituiti organi consultivi, quali l’Ufficio del lavoro e il Consiglio superiore del lavoro.
Le prime misure di protezione per i rischi sociali (vecchiaia, infortuni, povertà, salute) vennero introdotte assieme a riforme sociali più ampie in due settori chiave: l’istruzione pubblica ed il lavoro.  A questi due settori si accenna brevemente per contestualizzare le riforme più propriamente attinenti allo stato sociale ed esposte in maggior dettaglio qui sotto.
L’istruzione fu uno dei primi settori di intervento sociale. Nel 1859, la legge Casati istituì 2 anni di istruzione obbligatoria e gratuita. Nel 1877 la legge Coppino portò l’obbligo a 3 anni. Nel 1896 (legge Orlando) l’obbligo venne portato a 6 anni. Tuttavia il finanziamento dell’istruzione obbligatoria rimase affidato alle autorità locali e queste riforme iniziali ebbero effetti limitati. Questo cambiò nel 1911 quando la legge Daneo-Credaro stabilì il finanziamento statale dell’istruzione pubblica obbligatoria..
Nel settore del lavoro, nel 1873 vennero introdotte le prime tutele per il lavoro dell’infanzia. In seguito, i governi dell’età Giolittiana ampliarono le prime misure di tutele sociali: nel 1902 il governo introdusse le tutele del lavoro femminile e minorile. Nel 1907 rafforzò le stesse misure ed introdusse l’obbligo del riposo settimanale di almeno 24 ore. Nel dicembre 1912 fu istituito in ogni provincia un ispettorato dell'industria e del lavoro. Al di à delle riforme legislative ed amministrative, nell'età giolittiana, la politica si aprì al confronto con i sindacati ed il movimento cooperativo.

### Sviluppo del mutualismo
Nell’Italia post-unitaria le società operaie di mutuo soccorso (SOMS) crebbero rapidamente. Nel 1886 la legge Berti introdusse il loro riconoscimento giuridico,  benefici fiscali e la regolamentazione della loro attività economica e gestione. Nel 1894 le SOMS erano 6,722 ed avevano oltre 900,000 iscritti. Fornivano sussidi per l’invalidità, la malattia, la vecchiaia, e la morte; sostenevano spese mediche, di maternità e funerali; e ampliarono rapidamente anche interventi economici nell'edilizia abitativa, i prestiti, l’istruzione ed il collocamento lavorativo.

### Riforma delle Opere Pie
Durante i primi decenni post-unitari, l’assistenza pubblica rimase pressoché immutata e basata sulle Opere Pie. L’attenzione pubblica e politica si accentrò sulla loro riforma. L'opposizione al ruolo della Chiesa nella carità aveva radici lontane: l'Illuminismo dal 1700 aveva ispirato idee di riforme sociali e di modernizzazione delle istituzioni pubbliche; nel corso del 1800 si diffuse la percezione che la carità creasse incentivi alla povertà invece di stimolare i poveri a rendersi autosufficienti; e l'occupazione Napoleonica aveva introdotto riforme delle istituzioni pubbliche in direzione statalista. A partire dal 1700, in alcuni stati preunitari ci furono tentativi di riforma delle Opere Pie, ma furono parziali e non duraturi. Il clero e i notabili conservarono spesso la loro influenza nella gestione degli enti. Essi rimasero le istituzioni fondamentali di assistenza, mentre l'abbandono dei minori esplodeva nel paese, per le trasformazioni sociali spinte da industrializzazione e crescita demografica.
«La Chiesa, che nel medio evo aveva esercitata un’azione profondamente benefica, aveva perduto man mano il concetto della sua missione. Così essa, con la mole immensa dei suoi beni, con le decine di migliaia di persone che condannava all’ozio, esercitava una influenza funesta sulla economia del paese. […] Tolte dalla tutela governativa, le opere pie divennero una vera curee e furono spesso la causa di un vero socialismo a rovescio, e moltissimi capitali furono inutilmente dilapidati, senza nessun benefizio delle classi povere. […] Le opere pie erano una vera foresta tenebrosa, dove nessuno si azzardava di metter mano. […] A Napoli si diceva e si dice tuttora, che, nelle elezioni amministrative, vince il partito che è a capo delle opere pie. […] Considerata nel suo insieme, la legge italiana del 1890 segna un notevole passo in avanti. […]  l’Italia non possiede quasi nessun’altra legge, che consideri largamente il grave problema della pubblica assistenza. […] In questo momento ogni riforma trova nondimeno singolari difficoltà nelle condizioni del bilancio dello Stato. […] Quando il bilancio si troverà in condizioni molto migliori, allora sarà il caso di sviluppare più largamente, e con criteri ben più moderni, le istituzioni dirette al bene dei lavoratori.»

— Nitti, 1892, L'assistenza pubblica in Italia
Dopo l’unità, ci furono numerose commissioni di inchiesta sulle Opere Pie e le questioni sociali. Esse portarono alla luce problemi diffusi (abusi di gestione, mancanza di trasparenza e di sistemi contabili, e corruzione nella gestione dei patrimoni immobiliari) e mostrarono l’opportunità di un maggiore controllo statale sul loro operato. Un’inchiesta del 1880 stimò che le entrate complessive delle Opere Pie erano quasi equivalenti all'insieme delle entrate tributarie statali; e che esse spendevano in media quasi il 50% delle loro entrate in costi amministrativi e legati al culto. Tuttavia le inchieste non generarono riforme concrete per molto tempo.
Eventualmente nel 1890 (Legge Crispi) le Opere Pie vennero portate sotto il controllo statale e trasformate in Istituti Pubblici di Assistenza e Beneficenza (IPAB). La legge proibiva che membri del clero continuassero a sedere nei loro organi di amministrazione. La loro gestione venne soggetta al controllo delle Congregazioni di Carità, che erano a loro volta controllate dai Comuni. La loro contabilità’ era sottoposta al controllo del Ministero dell’Interno. La normativa promosse la razionalizzazione del settore attraverso l’accorpamento degli enti e l’ampliamento dei servizi di quelli che avevano mandati molto limitati. La riforma incontrò forti resistenze nel mondo cattolico e nella Chiesa, ma un vasto sostegno parlamentare.

### Nascita della previdenza sociale

#### Assicurazioni contro gli infortuni
Le prime politiche di previdenza sociale riguardarono gli infortuni sul lavoro. Il codice civile in vigore nell'Italia post-unitaria sanciva che in caso di infortunio era l’operaio a dover dimostrare la responsabilità del datore di lavoro. L’estesa incidenza di infortuni e l’esempio di tutele introdotte in altri paesi europei come la Germania non produssero subito riforme efficaci. Nel 1883 fu costituita la Cassa Nazionale di Assicurazione per gli Infortuni, che prevedeva una iscrizione volontaria.
Nel 1898 l’iscrizione alla cassa fu resa obbligatoria per alcune categorie di lavoratori e venne sancita la responsabilità del datore di lavoro. Questa misura non era parte di una politica organica di tutele, simile ai sistemi più sviluppati, come in Germania, che pure erano noti e studiati come riferimenti del dibattito nazionale. Tuttavia, essa rappresentò una tappa importante, ovvero la nascita delle previdenze obbligatorie.
Ne 1903 un Testo Unico riordinò il settore della previdenza deli infortuni, allargando le categorie sottoposte ad obbligo di iscrizione.

#### Assicurazioni di vecchiaia e invalidità
Nel 1864, il Regno d'Italia, recependo la legislazione piemontese in materia, istituì per la prima volta le pensioni d'invalidità e di vecchiaia, ma solo per gli impiegati dipendenti dello Stato. Nel 1898 la legge costituì la Cassa nazionale di previdenza per l’invalidità e la vecchiaia: l’iscrizione era volontaria ed aperta a chiunque praticasse un impiego manuale regolare. I diritti di pensione sarebbero maturati a 60 anni dopo 25 anni di contribuzione; la pensione era determinata su base contributiva. Lo stato finanziava una contribuzione complementare.

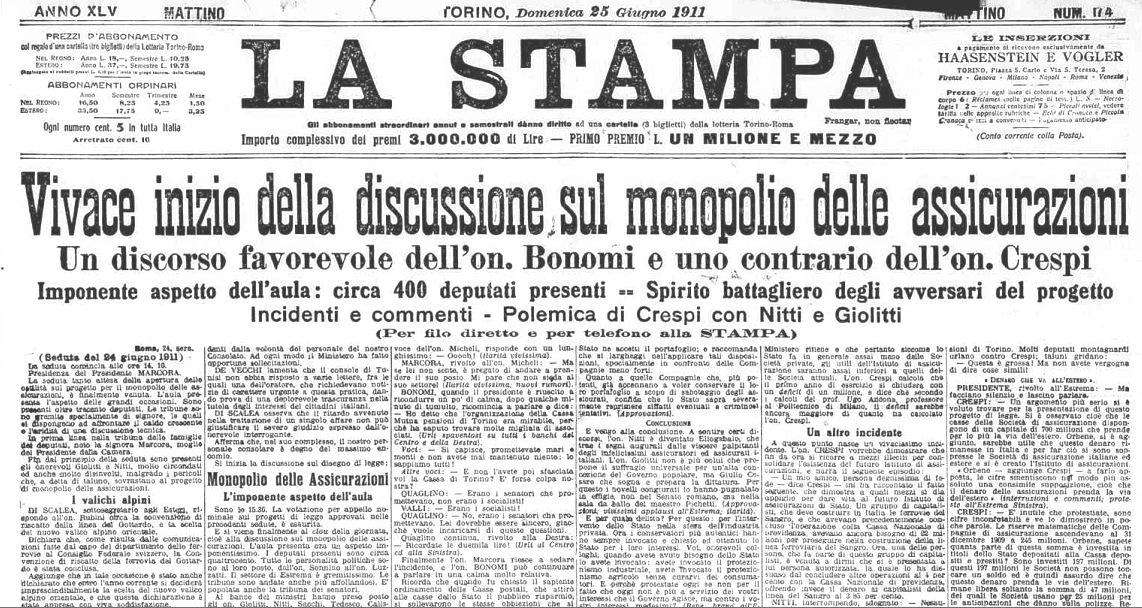
La Stampa, 25 giugno 1911

#### Costituzione dell’Istituto Nazionale delle Assicurazioni
Nel 1912 venne costituito l’Istituto Nazionale delle Assicurazioni (INA). Il disegno di Giolitti era di introdurre il monopolio delle Assicurazioni sulla vita sotto la tutela pubblica. L’obiettivo era di dare fiducia al pubblico riguardo alle assicurazioni sulla vita e quindi incentivarne la diffusione; e di investire i premi anche per sussidiare le pensioni di vecchiaia dei meno abbienti. L’obiettivo era dunque quello di consolidare il sistema previdenziale e di dargli una direzione distributiva e universalista. Tuttavia, il passaggio parlamentare della legge diluì il disegno originale: si permise alle assicurazioni private di continuare a vendere polizze per la vita per altri dieci anni.

#### Assicurazione per la maternità
Nel luglio 1910 fu creata la Cassa nazionale di maternità obbligatoria, che prevedeva un sussidio per le operaie madri e in casi di aborto.

### Sanità

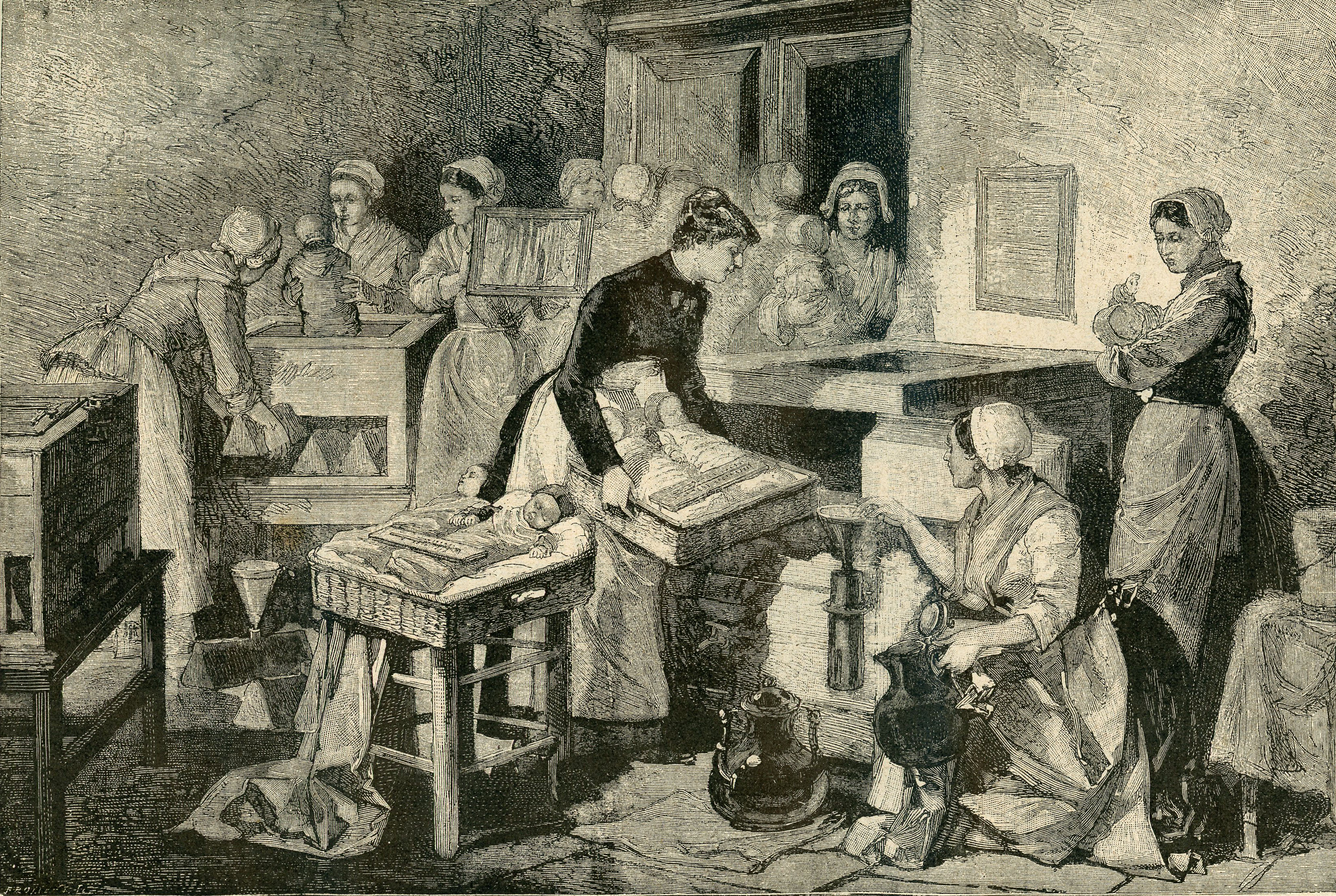
Incubatrice per bambini nati avanti termine, 1886.

Nel 1888 la legge sull'igiene e la sanità pubblica gettò le fondamenta su cui sarà basata la sanità pubblica fino alla riforma del 1978.

## Impatto della guerra e riforme sociali post-belliche
Il conflitto bellico e le sue profonde conseguenze sociali ed economiche, diedero impulso all' espansione delle tutele pubbliche. Dapprima ci furono provvedimenti di emergenza, successivamente vennero introdotti dei provvedimenti di portata strutturale, tesi ad allargare il bacino di cittadini tutelati.

### Tutele di emergenza post-bellica

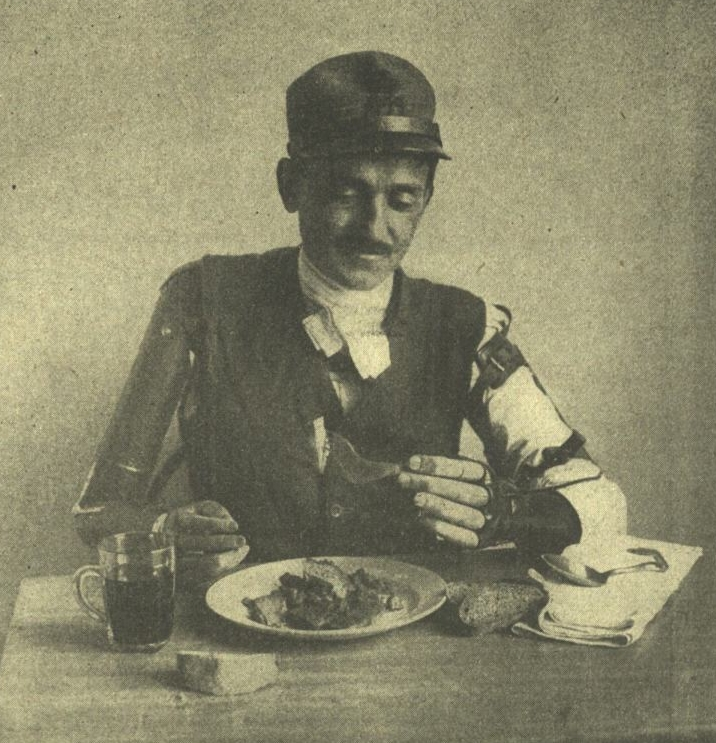
Reduce amputato agli arti superiori con protesi artificiale. (Invalidi della guerra. Opuscolo edito dall'Opera nazionale per la protezione ed assistenza degli invalidi della guerra, Roma, 1918).

Durante gli anni finali del conflitto e i primi anni post-bellici, il governo introdusse una serie di misure per mitigare la vulnerabilità di combattenti e poi smobilitati, le vedove, e i lavoratori dell'industria bellica. Alcune di queste riforme di emergenza diedero l'avvio alle più ampie riforme del 1919. 
Nel 1915 le rendite delle Opere Pie vennero destinate all'infanzia e ai figli dei reclamati. Altri interventi beneficiarono gli invalidi e i familiari dei caduti. Nel 1917 fu introdotto l’obbligo di assicurazione per gli infortuni e la vecchiaia per tutti gli impiegati nella produzione bellica e poi per gli agricoltori. Una parte dei contributi fu destinata ad un Fondo per la disoccupazione involontaria, amministrato dalla Cassa depositi e prestiti: su questo primo passo si costruì la successiva assicurazione per la disoccupazione (vedi sotto).
Nel 1917 nacque l’Opera Nazionale per la Protezione e l’Assistenza agli Invalidi di Guerra. Nel 1918 il Governo nazionalizzò l’ufficio di collocamento. Nel 1919 introdusse un assegno per sostenere il reddito di vedove e orfani in un conteso di iperinflazione.

### Rilancio delle riforme sociali
Sin dalla fase finale della guerra, riflessioni di più ampio respiro guardarono all'insieme delle tutele sociali oltre l'emergenza. Nel 1917 lavorò una Commissione di studio per l‘assicurazione obbligatoria contro le malattie. Nel 1918 il Consiglio superiore del lavoro produsse un documento programmatico che chiedeva numerose riforme coordinate per assistere la ripresa post-bellica e gestire smobilitazione, collocamento, disoccupazione, rilancio di settori economici, e riforme previdenziali.
Durante la fase finale del conflitto, la Commissione Reale per il Dopoguerra (1918) propose un piano di politiche sociali molto progressista, basato su principi universalistici (cioè rivolto a tutti in base alla cittadinanza). Le proposte includevano il contratto generale di lavoro, minimi salariali, assicurazione obbligatoria (anche per la disoccupazione), partecipazione operaia ai profitti aziendali e in organi consultivi di impresa.

### Espansione delle assicurazioni obbligatorie

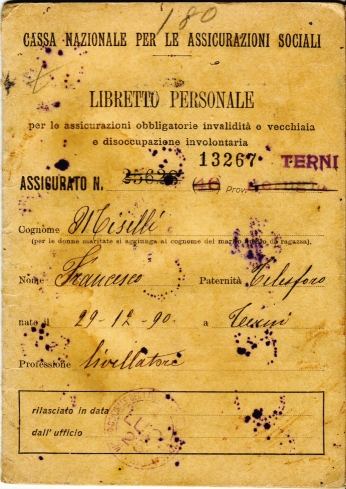
Libretto di inscrizione di un lavoratore alle assicurazioni sociali, 1921

Nel 1917 venne introdotto il contributo statale all'assicurazione per gli infortuni.
Nel 1919 venne data una svolta anche alle assicurazioni di vecchiaia, sancendo la nascita della pensione statale per il settore privato. Le iscrizioni all'assicurazione volontaria erano cresciute molto poco: nel 1919, dopo vent'anni, gli iscritti erano circa 660,000, meno del 4% della popolazione attiva. Fu dunque decretata l’iscrizione obbligatoria e venne fondata la Cassa Nazionale per le Assicurazioni Sociali (CNAS), chiamata a gestire i sistemi di tutele assicurative in rapida espansione. L’età pensionabile venne portata a 65 anni. Soprattutto venne allargato in direzione universalistica il bacino della popolazione soggetta a iscrizione: essa includeva operai, impiegati (con retribuzione mensile inferiore alle 350 lire),  mezzadri ed affittuari (al di sotto di una certa soglia di reddito). I lavoratori autonomi e impiegati a reddito più alto potevano contribuire volontariamente.
Nel 1919 (governo Nitti) fu anche introdotto uno tra i primi schemi europei di assicurazione obbligatoria contro la disoccupazione involontaria. Il finanziamento era basato su contribuzioni paritetiche tra datori di lavoro e dipendenti ed era sussidiato dallo stato. La copertura era destinata a tutti i lavoratori dipendenti, a quelli dell'agricoltura, e ai dipendenti del settore privato con reddito fino a 350 lire. Erano esclusi i dipendenti pubblici. Il sussidio di disoccupazione arrivava ad una durata massima di 120 giorni e richiedeva l'obbligo di presentarsi ad un ufficio di collocamento, di accettare eventuali adeguate proposte lavorative e di seguire eventuali richieste di corsi professionali di istruzione elementare. L'applicazione dell'assicurazione di disoccupazione fu rapida, ma il funzionamento ebbe nell'immediato un impatto limitato a causa dell’esiguità del finanziamento.

## Valutazioni storiche

### Innovazioni e limiti delle riforme liberali
Durante l’età liberale, ed in particolare durante gli anni Giolittiani (1902-1914) vennero gettate le fondamenta dello stato sociale italiano. Furono introdotte le prime assicurazioni sociali volontarie e poi obbligatorie. Le riforme si accompagnarono a profonde trasformazioni sociali ed economiche: crescita demografica, industrializzazione, allargamento dei diritti politici e maggior partecipazione delle masse nella vita nazionale, crescita dell’associazionismo e dei movimenti sindacali e socialisti, e crescita dell’istruzione pubblica.
Le riforme compresero importanti innovazioni, ma mancarono di organicità e furono prevalentemente settoriali.  Alcune riforme vennero lungamente dibattute, ma non si materializzarono: fu questo il caso della mancata assicurazione sulle malattie; della non inclusione degli agricoltori nell'assicurazione sugli infortuni; e del mancato consolidamento delle assicurazioni vita dopo la costituzione dell’INA.
Le riforme sociali introdotte furono talora piuttosto deboli. Ad esempio, le norme per la protezione del lavoro minorile, che rappresentarono una forte innovazione, in realtà erano tra le più deboli tra le analoghe misure introdotte in Europa negli stessi anni. Le riforme anti-infortunistiche furono importanti nel cambiare i principi di protezione, tuttavia la loro esecuzione concreta fu frenata dal mancato rafforzamento dell’Ispettorato del Lavoro.
Se guardiamo ad una delle riforme chiave dell’epoca, ovvero la riforma delle Opere Pie del 1890, alcuni storici ne hanno sottolineato il carattere radicale di modernizzazione sociale: secondo questo punto di vista, essa rappresentò la vittoria delle idee secolari e liberali per la razionalizzazione dei servizi sociali, attraverso l'espansione del ruolo statale. Crispi riuscì a vincere sull'inconcludenza della politica precedente, con un intervento autoritario simile a quello impiegato da Bismarck per sostenere riforme in Germania. Altri storici hanno evidenziato come la riforma fu eseguita in maniera molto debole, perché le prefetture ed autorità locali non avevano adeguate capacità e personale per assolvere alle nuove responsabilità di controllo sulle Opere Pie ed il governo non aumentò le loro risorse a fronte dei nuovi compiti; la legge, preparata da un Parlamento dominato da giuristi ed avvocati, era piena di formule di difficile interpretazione ed esecuzione; e la corruzione si diffuse tra le nuove strutture locali chiamate a gestire il patrimonio delle Opere Pie. In conseguenza, la riforma ebbe mediamente effetti pratici limitati sulla indipendenza, efficacia e trasparenza delle Opere Pie.

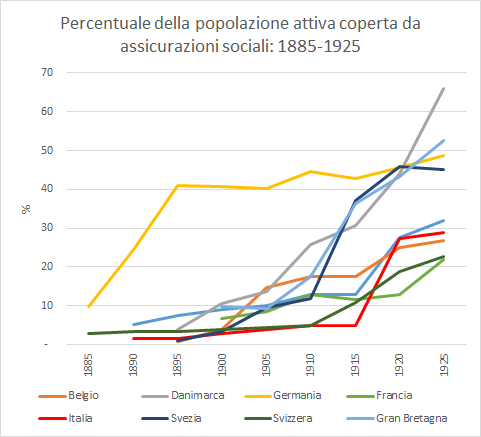
Crescita della copertura delle assicurazioni sociali in selezionati paesi Europei (1885-1925). Fonte dati:

Il ruolo sociale dello Stato cominciò a crescere, seguendo tendenze già in atto in altri paesi Europei ed in particolare in Germania, sebbene non con la stessa velocità. Nel 1910, in Germania il 44,5% della popolazione attiva era coperta da assicurazioni sociali, il 12,8% in Francia, il 17,5% in Inghilterra, ed il 4,8% in Italia.
La differenza è imputabile alla maggiore organicità delle riforme: ad esempio in Inghilterra il regime liberale seppe introdurre una tassazione progressiva per finanziare le riforme sociali. Riforme di più ampio respiro permisero all'Inghilterra e altri paesi nord-europei, di perseguire tutele in una chiara direzione universalistica: esse erano cioè legate alla cittadinanza piuttosto che all'occupazione.
In Italia, nel 1912 la spesa sociale complessiva è stata attribuita per il 39% allo stato, 39% alle autorità locali, 16% alle Opere Pie, 3% alle Casse Nazionali e 3% alle SOMS.
Gli storici imputano le riforme innovatrici ma frammentarie alla debole attenzione sociale della classe politica liberale e agli equilibri parlamentari dell’epoca. I politici liberali propendevano per un laissez-faire sociale: compito dello stato era assicurare l’ordine pubblico e non quello di intervenire nella società. Molti liberali sostenevano la modernizzazione sociale. Le riforme dell'istruzione pubblica furono palesemente indirizzate a consolidare l'unità nazionale e i fondamenti dei diritti civili e della partecipazione popolare nella politica. Ma le posizioni erano molto più diversificate e spesso ambivalenti riguardo al ruolo dello stato nella sicurezza sociale. La classe liberale non fu capace di produrre una visione di riforme sociali paragonabile a quella che emerse negli stessi anni ad esempio in Inghilterra, sempre in un contesto liberale. Oltre i limiti di idee politiche, c’erano anche limiti economici: le condizioni economiche generali e le finanze pubbliche non consentivano alla classe politica, preoccupata della stabilità finanziaria, di prospettare una crescita dello stato sociale.
Nello stesso tempo, il mondo cattolico resisteva riforme che limitassero il proprio ruolo tradizionale nel settore sociale. E i nascenti movimenti operai si affidavano al mutualismo più che al ruolo dello stato. L’ala massimalista dei socialisti resisteva le riforme sociali perché le considerava una fonte di distrazione e divisione della classe operaia rispetto al fine ultimo della rivoluzione.

### Efficacia delle riforme giolittiane e dibattito sul modello di stato moderno
«Il Paese, dice l'on. Sonnino, è ammalato politicamente e moralmente, ed è vero; ma' la causa più grave di tale malattia è il fatto che le classi dirigenti spesero enormi somme a beneficio proprio quasi esclusivo, e vi fecero fronte con imposte, il peso delle quali cade in gran parte sulle classi più povere; noi abbiamo un grande numero di imposte sulla miseria: il sale, il lotto, la tassa sul grano, sul petrolio, il dazio di consumo, ecc. ; non ne abbiamo una sola che colpisca esclusivamente la ricchezza vera.[...] Io deploro quanto altri mai la lotta di classe; ma, siamo giusti, chi l'ha iniziata? Quando confronto il nostro sistema tributario con. quello di tutti indistintamente i paesi civili, quando osservo le condizioni delle classi rurali in gran parte d'Italia, e le paragono a quelle dei paesi a noi vicini dove i nostri operai si recano a cercare lavoro e dove possono fare confronti molto dolorosi per noi, io resto compreso di ammirazione per la longanimità e la tolleranza dello nostre plebi, e penso con terrore alle conseguenze di un possibile loro risveglio.[...] È necessario persuadere le classi dirigenti che senza qualche sacrificio esse non possono sperare durevole quella pace sociale senza cui non vi è sicurezza né per le persone né per gli averi. Continuando ora nella resistenza cieca, sorgerà, in un tempo non lontano, la indeclinabile necessità di sacrifici molto più gravi; allora si
cederà all'impeto popolare, alla paura, ma i sacrifici non serviranno più ad altro che a dimostrare la superiorità delle forze popolari, la debolezza delle classi ricche, e ne verrà a queste tale discredito da compromettere le nostre istituzioni e il nostro ordinamento sociale»

— Giolitti, Giovanni, Per un programma e per la unione dei partiti liberali. La Stampa, 23 Settembre 1900.
Nell'età Giolittiana l’idea liberale dello stato venne messa in discussione. Di fronte all'intensificarsi delle attese di riforme sociali, e allo scontro crescente tra politica reazionaria e movimento socialista, Giolitti condusse la ricerca di una terza via di conciliazione: lo stato doveva diventare un mediatore, imparziale ma attivo, nello scontro di classe. Non si trattava solo di cercare un compromesso e di concedere alcuni benefici: in gioco era l'evoluzione del modello di stato rispetto alle idee liberali.
Nonostante questo dibattito politico tra liberali riformisti e conservatori, durante l’età Giolittiana non si produssero radicali riforme sociali, paragonabili al cambiamento introdotto col suffragio universale maschile del 1912. I riformatori stessi rimasero scettici della capacità dello stato di sostenere finanziariamente riforme di più ampio respiro. Ed operavano in una cultura politica fatta di trasformismo, clientelismo e divisioni in fazioni. Essi si limitarono spesso a riforme di aspetti particolari, nell'interesse di questa o quella categoria, piuttosto che di un interesse nazionale più vasto. La stessa costituzione dell’INA fu concepita da Giolitti come un cambiamento fondamentale per rafforzare e allargare il nascente sistema pensionistico, ma in sede parlamentare venne diluita.

### Riforme del primo dopoguerra
La guerra sconquassò i precari equilibri sociali e politici. Le riforme sociali del primo dopoguerra e specialmente quelle del 1919, intraprese in un clima di fortissime tensioni sociali, costituirono un progresso fondamentale nell'impianto dello stato sociale italiano.  Ci furono due direzioni di riforme di portata fondamentale: le estensioni delle coperture assicurative obbligatorie richiamate sopra; e la costituzione della CNAS. La Cassa non era ancora un ente parastatale come sarebbe diventato in epoca fascista: essa era un ente assicurativo nel cui consiglio di amministrazione erano rappresentati governo insieme ai datori di lavori, gli assicurati ed esperti. La costituzione della Cassa tuttavia rappresenta un passo importante nell'estendere il ruolo statale nella coordinazione e gestione delle crescenti tutele sociali.
Con queste riforme, che si ricollegavano alle aspirazioni universaliste della Commissione Reale del Dopoguerra, il governo Nitti intendeva gestire i conflitti scatenati dalla smobilitazione, la riconversione dell’industria bellica, e l’abbandono delle campagne. Nell'immediato, i provvedimenti adottati non riuscirono a contenere le grandi tensioni sociali, che culminarono nel Biennio rosso e nelle elezioni politiche del 1919, che ribaltarono gli equilibri politici liberali con una grande affermazione del Partito Socialista e di quello Popolare. L’efficacia delle politiche era limitata dalla conflittualità politica, dalle ridotte risorse finanziarie e dalla debolezza della classa politica nello sviluppare una visione sociale adeguata alle profonde fratture e tensioni di quegli anni.

### La transizione verso l'epoca fascista
Al di là dei risultati immediati, queste riforme posero ormai lo stato sociale al centro della ricerca politica del consenso pubblico, in un periodo di forte polarizzazione politica, di grandi squilibri economici e di politiche fiscali molto restrittive.
Il governo Mussolini, instaurato nel 1922, inizialmente tornò indietro rispetto alle riforme liberali, salvo poi riprendere l’espansione dello stato sociale dal 1926. Esso però diede direzioni diverse alla previdenza: una direzione statalista e centralista, piuttosto che indirizzata verso modelli di casse di tipo privatistico quali erano stati quelli dell’età liberale. Inoltre, le riforme fasciste abbandonarono i seppure tardivi caratteri universalistici delle riforme del 1919, per dare una forte impronta occupazionale (ovvero una sicurezza sociale non legata alla condizione di essere cittadino, ma al ruolo lavorativo di ciascuno).